# Alfred Amelot
Alfred Joannes Ludovicus Amelot (Gent, 17 maart 1868 – aldaar, 23 januari 1966) was een Belgisch politicus.

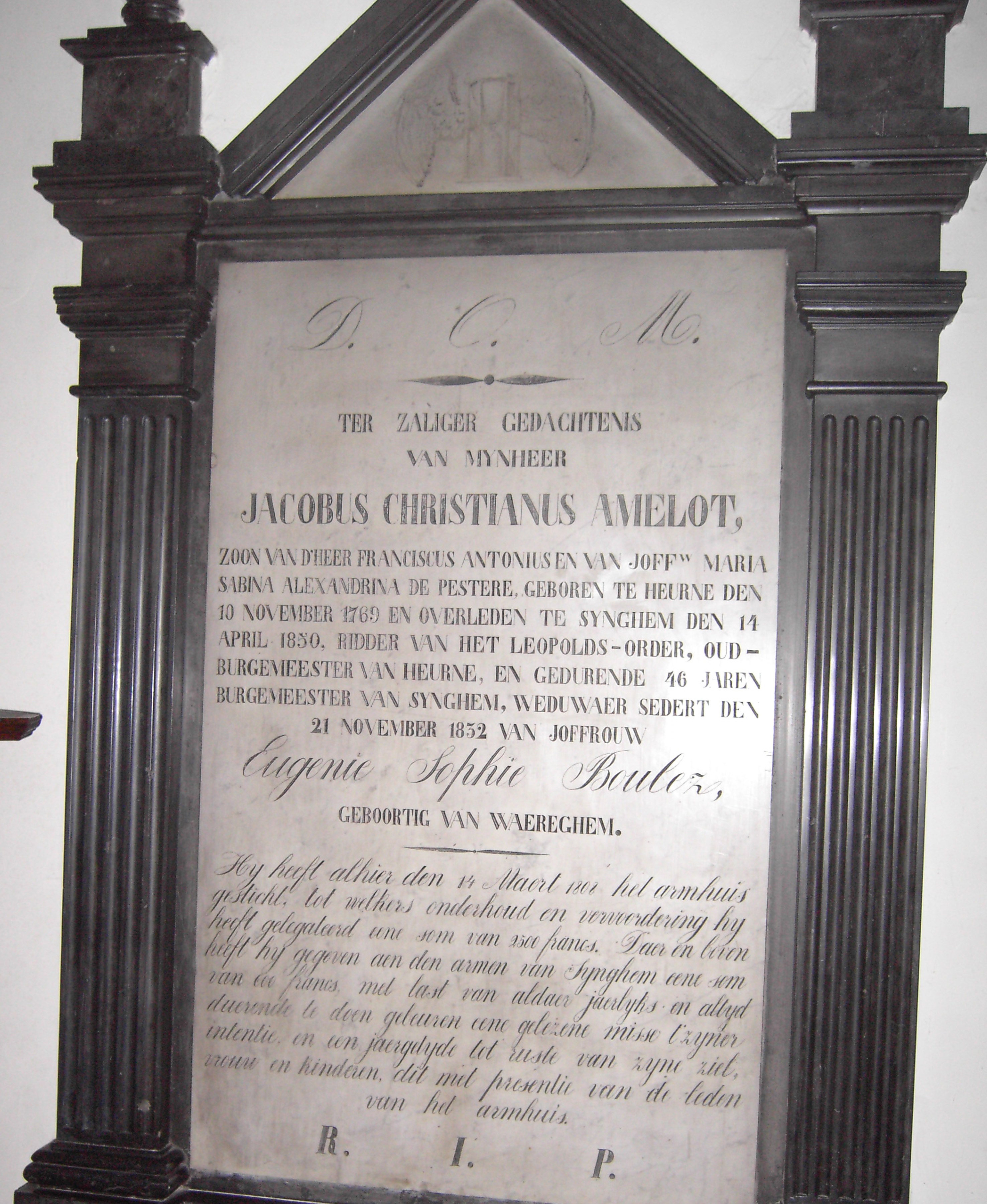
Gedenksteen van grootvader Jacques-Chrétien Amelot

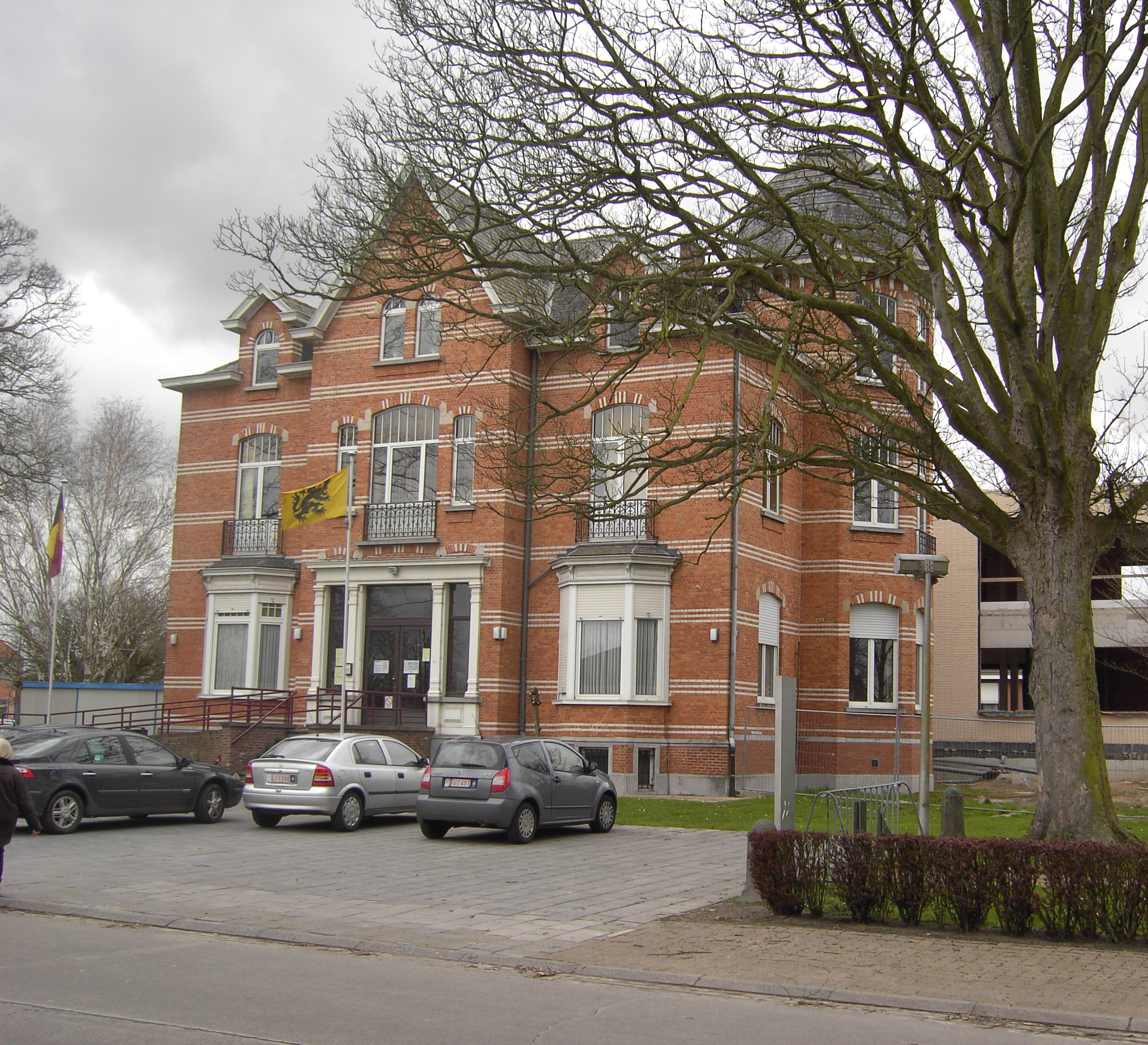
Kasteel Amelot, vanaf 1974 het gemeentehuis

## Biografie
Sinds de 18e eeuw speelde de familie Amelot een leidende rol in Zingem. Jacques-Chrétien Amelot, de grootvader van Alfred, was liberaal burgemeester van Zingem van 1804 tot zijn overlijden in 1850. Van hem is in de Sint-Bavokerk in Zingem een gedenksteen aangebracht. Zijn zoon Jean-Baptiste Amelot nam vanaf 1850 de sjerp over, tot aan zijn dood in 1886.
Alfred Amelot was de zoon van Pierre Jacques Aimé Amelot (Zingem, 23 maart 1823 – Gent, 29 november 1905) en Elise Léonie Landuyt (Zele, 30 juli 1834 – Gent, 29 december 1892). Hij was gehuwd met Marie Cécile Adolphine Brunin (Gent, 27 augustus 1871 – aldaar, 28 maart 1953); hun zoon Fernand trouwde met Adèle Amelot-Schmitz. Als doctor in de rechten werd Alfred Amelot beroepshalve advocaat en was tevens kandidaat-notaris. Ook was hij grondeigenaar en voorzitter van de Liberale Mutualiteiten van Oudenaarde.
Hij was gedurende 68 jaar liberaal burgemeester van Zingem, van 1896 tot 1964. Daarmee is hij de burgemeester met de langste staat van dienst in de Belgische geschiedenis. Tevens zetelde hij van 1919 tot 1950 voor het arrondissement Oudenaarde in de Kamer van volksvertegenwoordigers.

## Kasteel Amelot
Het gemeentehuis in Zingem wordt in de volksmond het Kasteel Amelot genoemd, naar Amelot zelf, die de villa rond 1905 liet bouwen als zomerverblijf van de familie.

## Taalstrijd
Bij verschillende debatten tijdens het interbellum koos Amelot voor het behoud van de tweetaligheid in de ambtenarij, ook in Vlaanderen. Hij was ook een felle tegenstander van de algemene vervlaamsing van de Universiteit Gent. Zijn argument was telkens dat hij de verdediger was van de tweetaligheid.